# Върлан
 Тази статия е за селото в Гърция.  За селото в Албания вижте Върлан (община Девол).  
Върлан (на гръцки: Αναβρυτό, Анаврито, на катаревуса: Αναβρυτόν, Анавритон, до 1927 година Βυρλάν, Вирлан) е село в Егейска Македония, Гърция, дем Кукуш (Килкис), административна област Централна Македония.

## География
Селото е разположено на 580 m надморска височина, на около 18 km източно от град Кукуш (Килкис).

## История

### В Османската империя
В XIX век Върлан е турско село в каза Аврет Хисар (Кукуш) на Османската империя. В „Етнография на вилаетите Адрианопол, Монастир и Салоника“, издадена в Константинопол в 1878 година и отразяваща статистиката на населението от 1873 година, Барлан (Barlan) е посочено като село в каза Аврет хисар с 60 къщи и 172 жители турци. Според статистиката на Васил Кънчов („Македония. Етнография и статистика“) в 1900 година Върлан има 600 жители турци.

### В Гърция
Селото остава в Гърция след Междусъюзническата война. Боривое Милоевич пише в 1921 година („Южна Македония“), че Вурлан (Вурлан) има 250 къщи турци. През 1926 години селото е прекръстено на Анавритон, но официално промяната влиза в регистрите в следващата 1927 година. В 1928 година селото е изцяло бежанско с 84 семейства и 319 жители бежанци.
През Втората световна и Гражданската война населението на Върлан бяга в по-сигурни селища. След нормализацията на обстановката част от жителите се връщат и обновяват селото.
Населението традиционно произвежда много жито и тютюн и се занимава и със скотовъдство.
| Име    | Име    | Ново име | Ново име | Описание                      |
| ------ | ------ | -------- | -------- | ----------------------------- |
| Върлан | Βιρλάν | Сфира    | Σφύρα    | връх на З от Върлан (655,4 m) |

| Година    | 1913 | 1920 | 1928 | 1940 | 1951 | 1961 | 1971 | 1981 | 1991 | 2001 | 2011 | 2021 |
| --------- | ---- | ---- | ---- | ---- | ---- | ---- | ---- | ---- | ---- | ---- | ---- | ---- |
| Население | 482  | 365  | 328  | 568  | 193  | 374  | 209  | 149  | 202  | 151  | 85   | 59   |